# Ricardo Araújo Pereira
Ricardo Artur de Araújo Pereira (Lisboa, 28 de Abril de 1974) é um humorista, jornalista e comentador político português.

## Biografia
Ricardo Artur de Araújo Pereira nasceu na freguesia lisboeta de São Sebastião da Pedreira e cresceu na zona de Benfica, sendo filho de um piloto da TAP e de uma assistente de bordo.
O seu percurso escolar e académico foi inteiramente realizado em instituições ligadas à Igreja Católica — fez o ensino básico e secundário em colégios de freiras vicentinas e padres franciscanos e jesuítas; licenciou-se em Comunicação Social e Cultural, na Universidade Católica Portuguesa.
Findo o curso, Ricardo Araújo Pereira iniciou-se como jornalista, primeiro como estagiário na redação do Jornal de Letras, Artes e Ideias; depois como repórter de informação da TVI.
Antes do jornalismo, já revelara o seu gosto pela escrita e, particularmente, pela escrita para humor. No final dos anos 1990 foi descoberto por Nuno Artur Silva e chamado a colaborar com este na Produções Fictícias, a agência de guionistas, à época na sua fase embrionária, de onde sairiam os textos para programas de Herman José. Foi assim que, ao lado de Nuno Artur Silva, Nuno Markl ou João Quadros, colaborou nos guiões de Herman 98 e Herman 99 (RTP, 1998–1999), Herman SIC (2000–2005) e, posteriormente, O Programa da Maria, a estreia a solo de Maria Rueff (SIC, 2001). Também assinou crónicas para a rádio: Herman Difusão Portuguesa (RDP, 1999–2001); e para a imprensa: Felizes para Sempre, no semanário Expresso, e As Crónicas de José Esteves, no Diário de Notícias, entre outros.
Por volta de 2003, depois das primeiras aparições na televisão, designadamente no programa de humor stand-up comedy, Levanta-te e ri, na SIC, Ricardo Araújo Pereira começa a fazer, junto de Zé Diogo Quintela, Tiago Dores e Miguel Góis, várias rubricas no programa de Fernando Alvim e Nuno Markl, O Perfeito Anormal, na SIC Radical. Seria a partir dessa experiência que davam arranque ao projecto Gato Fedorento.
A equipa assinou várias séries do programa Gato Fedorento, na SIC Radical (Série Fonseca, Série Meireles e Série Barbosa), e depois na RTP1 (Série Lopes da Silva). Também na RTP1 apresentou Diz Que é Uma Espécie de Magazine em 2007, para de seguida voltar à SIC, com Zé Carlos, em 2008, e Gato Fedorento: esmiúça os sufrágios, em 2009. Na internet os humoristas geriam o blogue homónimo, onde Ricardo Araújo Pereira assinava as suas entradas com as iniciais RAP. Teve ainda várias aparições no programa de humor da SIC, Levanta-te e Ri.
Escreveu semanalmente no jornal A Bola, escrevendo actualmente na revista Visão. Na TSF, depois na TVI24 e atualmente na SIC, integra o painel do debate Governo Sombra, apresentado por Carlos Vaz Marques e com Pedro Mexia e João Miguel Tavares. Protagoniza ainda a rubrica "Mixórdia de Temáticas" na Rádio Comercial.
É co-autor do livro O Futebol é Isto Mesmo (ou então é outra coisa completamente diferente) e do disco O disco do Benfiquista, naturalmente. Compilou as suas melhores crónicas da revista Visão nos livros Boca do Inferno e Novas Crónicas da Boca do Inferno. Com Pedro Mexia realizou uma adaptação da peça de teatro Como Fazer Coisas com Palavras, do filósofo inglês John Austin, que também interpretou, no Teatro São Luiz em 2008.
Em janeiro de 2020, volta à SIC com o novo programa Isto é Gozar com Quem Trabalha estreado em março, levando também consigo o Governo Sombra e o painel de comentadores, atualmente é Programa cujo nome estamos legalmente impedidos de dizer.

## Obras
| Ano             | Título                                                                              | Protagonista | Argumentista | Canal                               |
| --------------- | ----------------------------------------------------------------------------------- | ------------ | ------------ | ----------------------------------- |
| 2001            | Programa da Maria                                                                   |              | Sim          | SIC                                 |
| 2002            | Perfeito Anormal                                                                    | Sim          |              |                                     |
| 2003            | As Boas Entradas                                                                    | Sim          |              | SIC                                 |
| 2003            | Gato Fedorento: Série Fonseca                                                       | Sim          | Sim          | SIC Radical                         |
| 2004            | Gato Fedorento: Série Meireles                                                      | Sim          | Sim          | SIC Radical                         |
| 2005            | Gato Fedorento: Série Barbosa                                                       | Sim          | Sim          | SIC Radical                         |
| 2006            | Gato Fedorento: Série Lopes da Silva                                                | Sim          | Sim          | RTP1                                |
| 2006–2007       | Gato Fedorento: Diz que é uma Espécie de Magazine - Série I                         | Sim          | Sim          | RTP1                                |
| 2007            | Gato Fedorento: Diz que é uma Espécie de Magazine - Série II                        | Sim          | Sim          | RTP1                                |
| 2008            | Gato Fedorento: Zé Carlos                                                           | Sim          | Sim          | SIC                                 |
| 2009            | Gato Fedorento: Esmiúça os Sufrágios                                                | Sim          | Sim          | SIC                                 |
| 2011            | Fora da Box                                                                         | Sim          | Sim          | MEO                                 |
| 2012-presente   | Governo Sombra (2012–2021) Programa cujo nome estamos legalmente impedidos de dizer | Sim          |              | TVI (2012–2019) SIC (2020–presente) |
| 2012–2019, 2025 | Mixórdia de Temáticas                                                               | Sim          | Sim          | Rádio Comercial                     |
| 2014            | Melhor do que Falecer                                                               | Sim          | Sim          | TVI                                 |
| 2014            | Crónica Diária no Jornal das 8                                                      | Sim          | Sim          | TVI                                 |
| 2015            | Gato Fedorento: Isso é tudo muito bonito mas                                        | Sim          | Sim          | TVI                                 |
| 2019            | Gente Que Não Sabe Estar                                                            | Sim          | Sim          | TVI                                 |
| 2020-presente   | Isto é Gozar com Quem Trabalha                                                      | Sim          | Sim          | SIC                                 |

## Presença no Brasil e contributo para a lusofonia
Ao longo da sua carreira, Araújo Pereira manteve uma relação duradoura com o Brasil, marcada por colaborações jornalísticas, apresentações ao vivo e participações em programas de televisão de grande visibilidade. Foi colunista regular da Folha de S. Paulo, onde publicou crónicas de teor humorístico e político adaptadas ao público brasileiro, contribuindo para o diálogo cultural no espaço lusófono.
Participou em diversas edições do programa The Noite com Danilo Gentili, transmitido pelo SBT, onde foi entrevistado sobre temas como política, humor e as diferenças culturais entre Portugal e o Brasil. Em 2012, esteve no programa Programa do Jô, apresentado por Jô Soares na TV Globo, onde abordou a sua carreira e a receção do humor português no Brasil.
Em junho de 2013, esteve em São Paulo como convidado internacional do festival de comédia Risadaria, tendo coincidido com o início das manifestações conhecidas como os protestos dos 20 centavos. Na ocasião, comentou com ironia que, tendo aterrado no país no dia do início dos protestos, se perguntou: “será que é contra mim?”. Durante essa mesma visita, foi entrevistado no programa Altas Horas por Serginho Groisman, partilhando o palco com figuras públicas brasileiras e abordando o contexto político com o seu humor característico.
Em maio de 2025, Araújo Pereira e o humorista brasileiro Gregório Duvivier protagonizaram o espetáculo Um Português e Um Brasileiro Entram num Bar, apresentado no Teatro Micaelense, nos Açores. O evento teve lotação esgotada e foi saudado como um encontro intercontinental de sátira e política, refletindo a afinidade estilística entre os dois humoristas. Duvivier, fundador do coletivo humorístico Porta dos Fundos, reconheceu publicamente a influência do Gato Fedorento como inspiração na génese do seu próprio trabalho.

## Livros
- Boca do Inferno (2007), ilustrações de João Fazenda, Tinta-da-China
- Novas crónicas da boca do inferno (2009), ilustrações de João Fazenda, Tinta-da-China
- Mixórdia de Temáticas (outubro de 2012) - compilação dos guiões da rubrica Mixórdia de Temáticas: Série Ribeiro, Tinta-da-China
- Novíssimas crónicas na boca do inferno (2013), ilustrações de João Fazenda, Tinta-da-China
- Mixórdia de Temáticas - Série Miranda (novembro de 2014) - compilação dos guiões da rubrica Mixórdia de Temáticas: Série Miranda, Tinta-da-China
- A Doença, o Sofrimento e a Morte Entram num Bar - Uma espécie de manual de escrita humorística (dezembro 2016), Tinta da China
- Reaccionário com dois cês - Rabugices sobre os novos puritanos e outros agelastas (novembro de 2017), Tinta da China
- Estar Vivo Aleija (2018), Tinta da China
- Idiotas Úteis e Inúteis (2020), Tinta-da-China
- Ideias Concretas sobre Vagas (2022), Tinta-da-China
- Coisa que Não Edifica Nem Destrói (2023), Tinta-da-China
- Coisa que Não Edifica Nem Destrói - Vol. II (2024), Tinta-da-China

## Prémios
Em 2009, foi galardoado com o Prémio Arco-íris, da Associação ILGA Portugal, pelo seu contributo, enquanto humorista, na luta contra a discriminação e a homofobia. Em 2022 a mesma associação acusou Araújo Pereira de transfobia.
Em maio de 2013, Araújo Pereira recebeu o Grande Prémio da Crónica pelo livro “Novas Crónicas da Boca do Inferno”. O prémio foi atribuído pela Associação Portuguesa de Escritores, com a parceria da Câmara Municipal de Sintra.
Troféus de Televisão TV 7 Dias/Impala
| Ano  | Prémio                        | Resultado |
| ---- | ----------------------------- | --------- |
| 2018 | Melhor Actor/Actriz Humorista | Indicado  |

## Vida pessoal
Ricardo Araújo Pereira é casado e tem duas filhas.[carece de fontes?]
É adepto do Sport Lisboa e Benfica. Foi militante do Partido Comunista Português, partido que veio mais tarde a abandonar. Continua, porém, a afirmar-se como "Marxista não Leninista". Em 2014, demonstrou o seu apoio ao partido Livre, aparecendo inclusivamente no quinto tempo de antena no contexto da campanha eleitoral para as eleições europeias desse ano. Ricardo Pereira é ateu.